# 邦格里普拉塔姆坎达
邦格里普拉塔姆坎达（Bhangri Pratham Khanda），是印度西孟加拉邦Koch Bihar县的一个城镇。总人口4113（2001年）。

## 人口
该地2001年总人口4113人，其中男性2110人，女性2003人；0—6岁人口487人，其中男244人，女243人；识字率69.12%，其中男性为75.21%，女性为62.71%。